# Фойгт, Ханс-Йорг
Ханс-Йорг Фойгт (нем. Hans-Jörg Voigt) (род. 7 июня 1962 года) — епископ Независимой евангелическо-лютеранской церкви Германии и председатель Международного лютеранского совета.

## Биография
Изучал богословие в Лейпциге, Берлине и Оберурзеле. В 1989—1991 годах проходил викариат в Котбусе, в лютеранской церкви Святого Креста. 15 декабря 1991 года был рукоположен в пасторы. С 1991 по 2006 год служил настоятелем лютеранской церкви св. Отто фон Бамберга в Грейфсвальде. С 2003 по 2006 год занимал пост суперинтендента (регионального епископа) церковного округа Берлин-Бранденбург. 11 февраля 2006 года синод Независимой евангелическо-лютеранской церкви избрал Фойгта своим епископом. Введение в должность состоялось во время богослужения 24 июня 2006 года в церкви св. Иоанна в Ганновере. 20 сентября 2012 года занял пост председателя Международного лютеранского совета.